# Nueil-sur-Layon
Nueil-sur-Layon ist eine Ortschaft und eine Commune déléguée in der französischen Gemeinde Lys-Haut-Layon mit 1.307 Einwohnern (Stand: 1. Januar 2022) im Département Maine-et-Loire in der Region Pays de la Loire. Die Einwohner werden Nueillais genannt.
Mit Wirkung vom 1. Januar 2016 wurden die Gemeinden Les Cerqueux-sous-Passavant, La Fosse-de-Tigné, Nueil-sur-Layon, Tancoigné, Tigné, Trémont sowie Vihiers aus der ehemaligen Communauté de communes du Vihiersois-Haut-Layon zu einer Commune nouvelle mit dem Namen Lys-Haut-Layon zusammengelegt. Die Gemeinde Nueil-sur-Layon gehörte zum Arrondissement Cholet und zum Kanton Cholet-2.

## Geografie
Nueil-sur-Layon liegt etwa 40 Kilometer ostnordöstlich von Cholet in der Landschaft Mauges am linken Ufer des Layon in den hier sein Zufluss Soire einmündet.

## Bevölkerungsentwicklung
| 1962                       | 1968 | 1975 | 1982 | 1990 | 1999 | 2006 | 2013 |
| -------------------------- | ---- | ---- | ---- | ---- | ---- | ---- | ---- |
| 1700                       | 1600 | 1515 | 1501 | 1431 | 1319 | 1288 | 1336 |
| Quellen: Cassini und INSEE |      |      |      |      |      |      |      |

## Sehenswürdigkeiten
- Kirche Saint-Hilaire aus dem 12. Jahrhundert
- Kapelle Sainte-Barbe-Sainte-Basme aus dem 16. Jahrhundert
- Schloss Le Preuil aus dem 15. Jahrhundert
- Schloss Sainte-Catherine (auch: Schloss La Roche-Bousseau), nicht mehr vorhandene Anlage
- Schloss La Grise aus dem 14. Jahrhundert
- Schloss Notre-Dame aus dem 15. Jahrhundert
- Schloss Saint-Michel aus dem 15. Jahrhundert
- Herrenhaus Montchenin aus dem 15. Jahrhundert
- Herrenhaus Paillé aus dem 15. Jahrhundert
- Herrenhaus Saint-Roch (auch: Schloss La Chesnaie) aus dem 19. Jahrhundert
- Herrenhaus Vaille Rochereau aus dem 20. Jahrhundert
- Herrenhaus Vaille Brézé aus dem 15. Jahrhundert
- Herrenhaus Villeneuve-les-Bouillons aus dem 16. Jahrhundert

## Weinbau
Hier im Weinbaugebiet Anjou werden vor allem die Weine der Appellationen Coteaux-du-Layon angebaut.

## Persönlichkeiten
- Gérard Defois (* 1931), Erzbischof von Sens-Auxerre (1990–1995), von Reims (1995–1998) und von Lille (1998–2008)